# Schloss Tiefurt

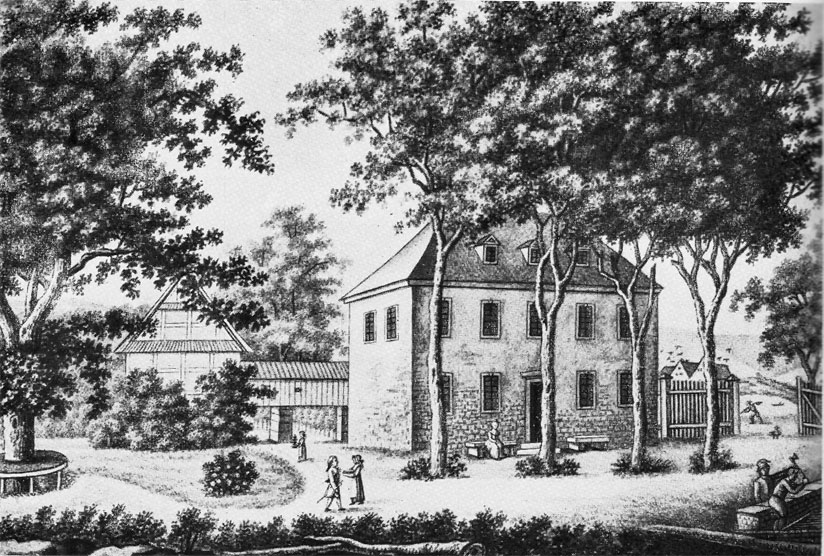
Schlösschen Tiefurt bei Weimar, Tuschezeichnung von Conrad Westermayr (1765–1834) aus dem Jahr 1793

Schloss Tiefurt ist ein kleines Landschloss an der Ilm im Ortsteil Tiefurt der Stadt Weimar, etwa vier Kilometer östlich des Stadtzentrums gelegen. Das Schloss war Sommersitz der Herzogin Anna Amalia von Sachsen-Weimar-Eisenach. Zusammen mit dem Schlosspark Tiefurt gehört es seit 1998 als Teil des Ensembles „Klassisches Weimar“ zum UNESCO-Weltkulturerbe.

## Geschichte

### Schloss
Das Schloss war ursprünglich das Pächterhaus eines herzoglichen Kammergutes. Der Bau, Ende des 16. Jahrhunderts errichtet und 1765 umgebaut und erweitert, besteht aus einem Hauptgebäude, dessen Obergeschoss sieben Räume umfasst, und einem kleineren Nebengebäude. Beide sind durch einen überdachten Gang verbunden. Im Obergeschoss befindet sich eine Terrasse mit einer Pergola, auf der eine Mädchenskulptur, die um 1790 von Martin Gottlieb Klauer geschaffene Knöchelspielerin und zwei Sphingen zu sehen sind.
1776 richtete sich Herzog Carl Augusts jüngerer Bruder Konstantin unter der Anleitung seines Erziehers Karl Ludwig von Knebel in dem Schloss seine eigene Hofhaltung ein. Vier Jahre später, während einer längeren Abwesenheit des Prinzen, wählte seine Mutter Anna Amalia das Schloss als Sommersitz. Sie bezog das Obergeschoss mit zwei Dienern; im Nebengebäude wurde ihre Hofdame Luise von Göchhausen untergebracht. Das Zimmer der Göchhausen hat folgende Besonderheit: Da sie krummwüchsig war, konnte sie normalausgerichtete Bilder nur etwas verzogen ansehen. Die Bilder in ihrem Zimmer sind deshalb so gemalt und gerahmt, dass die Ansichten auf ihre Befindlichkeit Rücksicht nahmen. Auf zwei Statuen ist hier gesondert zu verweisen, Abgüsse des „Frierenden“ von Houdon aus dem Louvre von 1793 und der Melpomene. Tiefurt wurde zum Treffpunkt des Weimarer Musenhofes. Aber auch sonst gab es zahlreiche Gäste hier wie die Gebrüder Humboldt bzw. den Maler Charles Gore. Bemerkenswert ist auch, dass dieser Kreis ein Journal von Tiefurt herausgab. Dieses zunächst nur in wenigen einzelnen handgeschriebenen Exemplaren erschienene Journal wurde 1892 von Bernhard Suphan und Eduard von der Hellen im Namen der Goethe-Gesellschaft Weimar erstmals in größerer Auflage verbreitet. 2011 erschien ebenfalls von der Goethe-Gesellschaft Weimar eine Neuedition des Journals.
Durch die französischen Besatzer wurde der Bau 1806 geplündert und nach dem Tode der Herzogin, 1807, wurde er weiter vernachlässigt, doch leitete Großherzog Carl Friedrich, der Sohn Carl Augusts, noch zu Goethes Lebzeiten die Renovierung ein. Für die Parkpflege wurde der bekannte Landschaftsgärtner Eduard Petzold berufen.
Für die germanistische Forschung ist wichtig, dass eine Abschrift von Goethes Urfaust in einem Sekretär von Luise von Göchhausen aufgefunden wurde. Während das Originalmanuskript Goethes durch den Dichter selbst vernichtet wurde, blieb die Göchhausensche Abschrift erhalten und gelangte schließlich in den Druck.
Unter Clemens Wenzeslaus Coudray erfolgte 1821–1828 der Umbau des Schlosses. Es erhielt damit die heutige Gestalt.
Es gibt zwei Zeichnungen von Schloss Tiefurt. Die eine, aus dem Jahr 1793, stammt von Conrad Westermayr und wird im Goethe-Nationalmuseum in Weimar aufbewahrt. Sie trägt die Inventarnummer Inv. Nr.KHz1983/00421. Die zweite, eine Tuschzeichnung von Carl Wilhelm Holdermann, ist in einer Radierung Carl Hummels von 1840 überliefert. Ein Abdruck davon befindet sich beispielsweise im Stadtgeschichtlichen Museum Leipzig.
Ein Blick in die Küche offenbart neben dem Zubehör, u. a. aus Holz und Zinn, nachgemachte Braten und Gerichte in Porzellan bzw. Pappmaché.
1907 wurde das Schloss zu einem Museum ausgestaltet und für Besucher geöffnet. Eine umfassende Renovierung im Geschmack der Zeit um 1800 fand von 1978 bis 1981 statt. Dabei wurde im Obergeschoss die Raumfolge aus der Zeit Anna Amalias wiederhergestellt.

Schloss Tiefurt
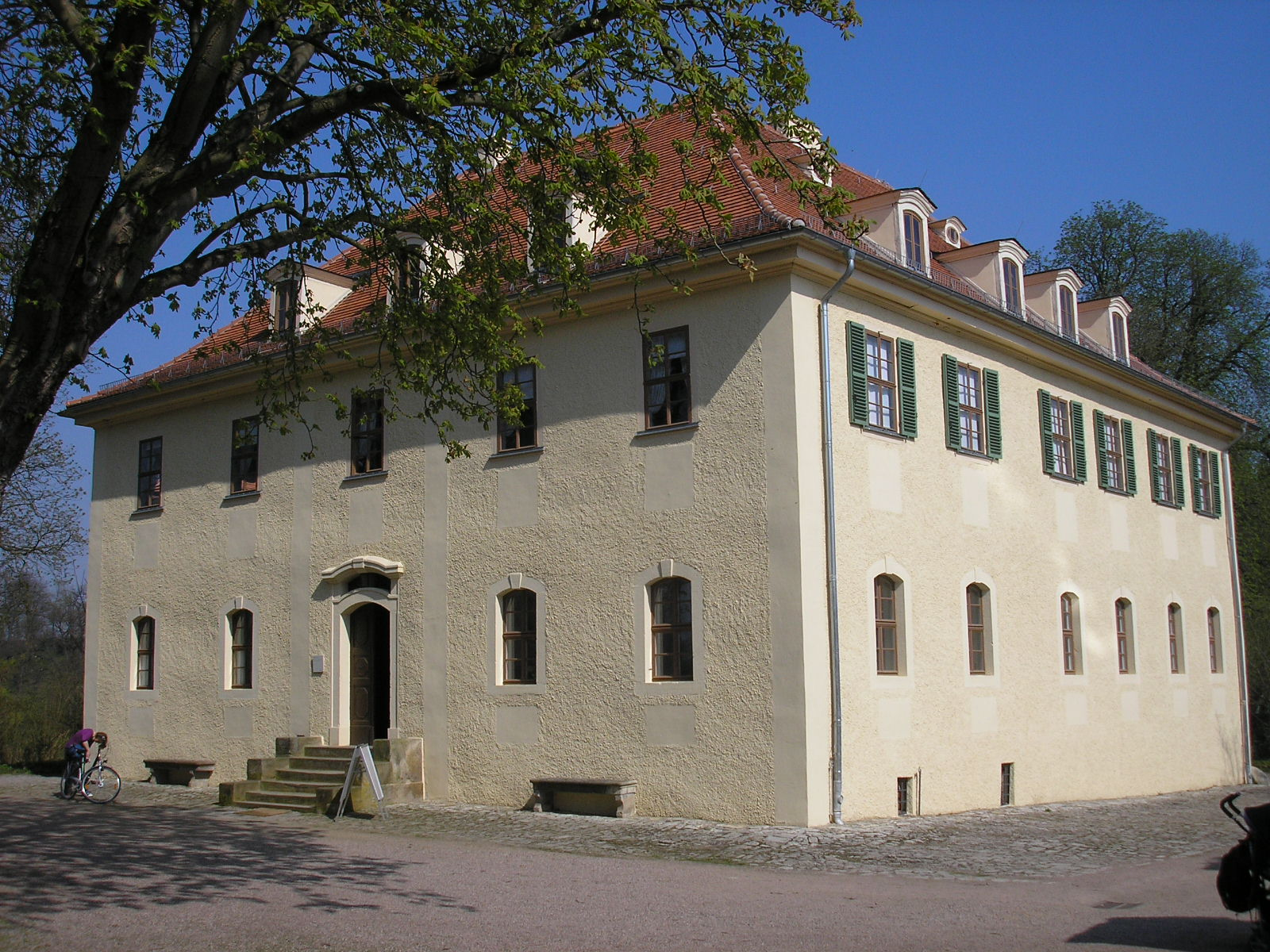
Südwestansicht des Schlosses
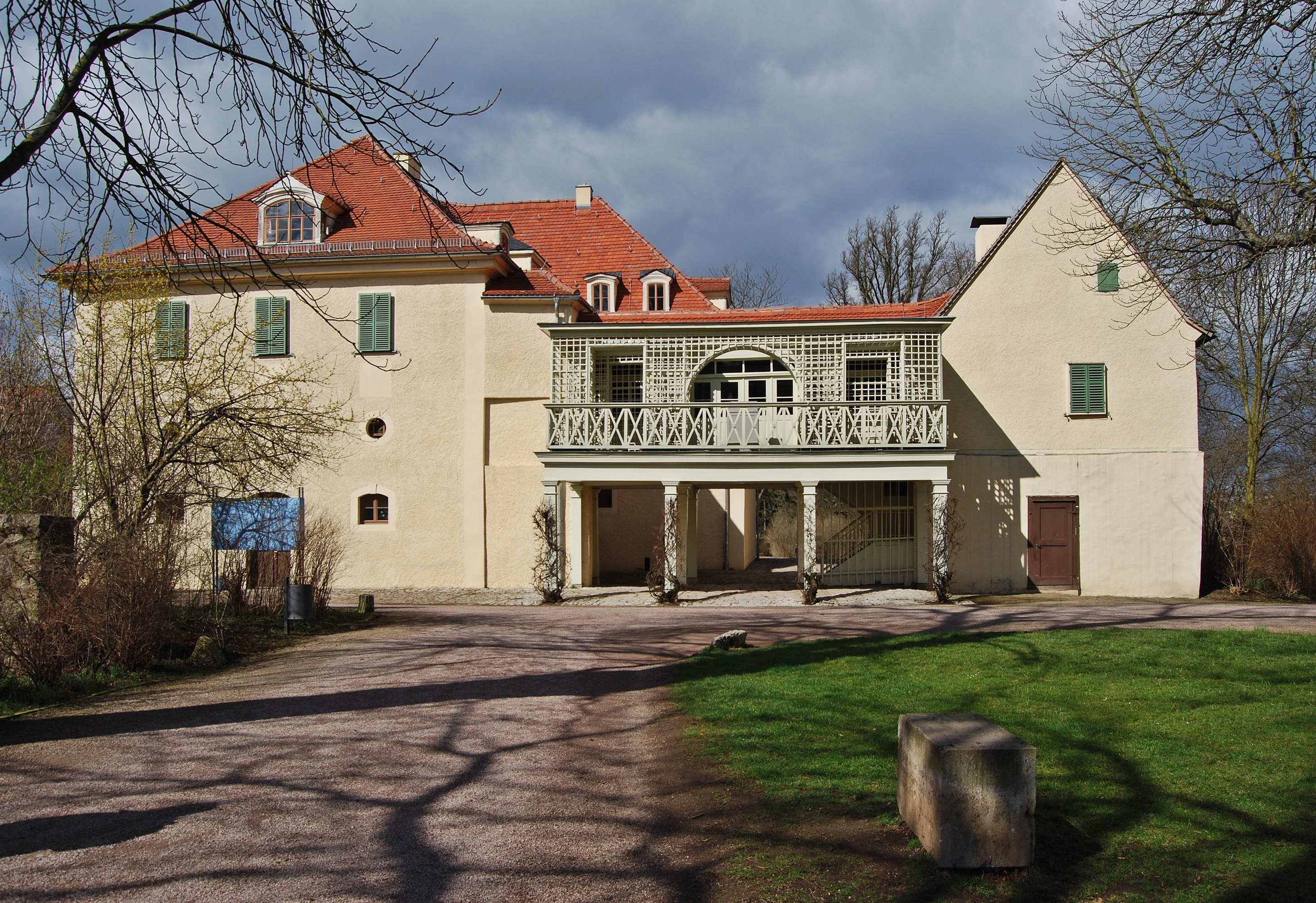
Rückansicht
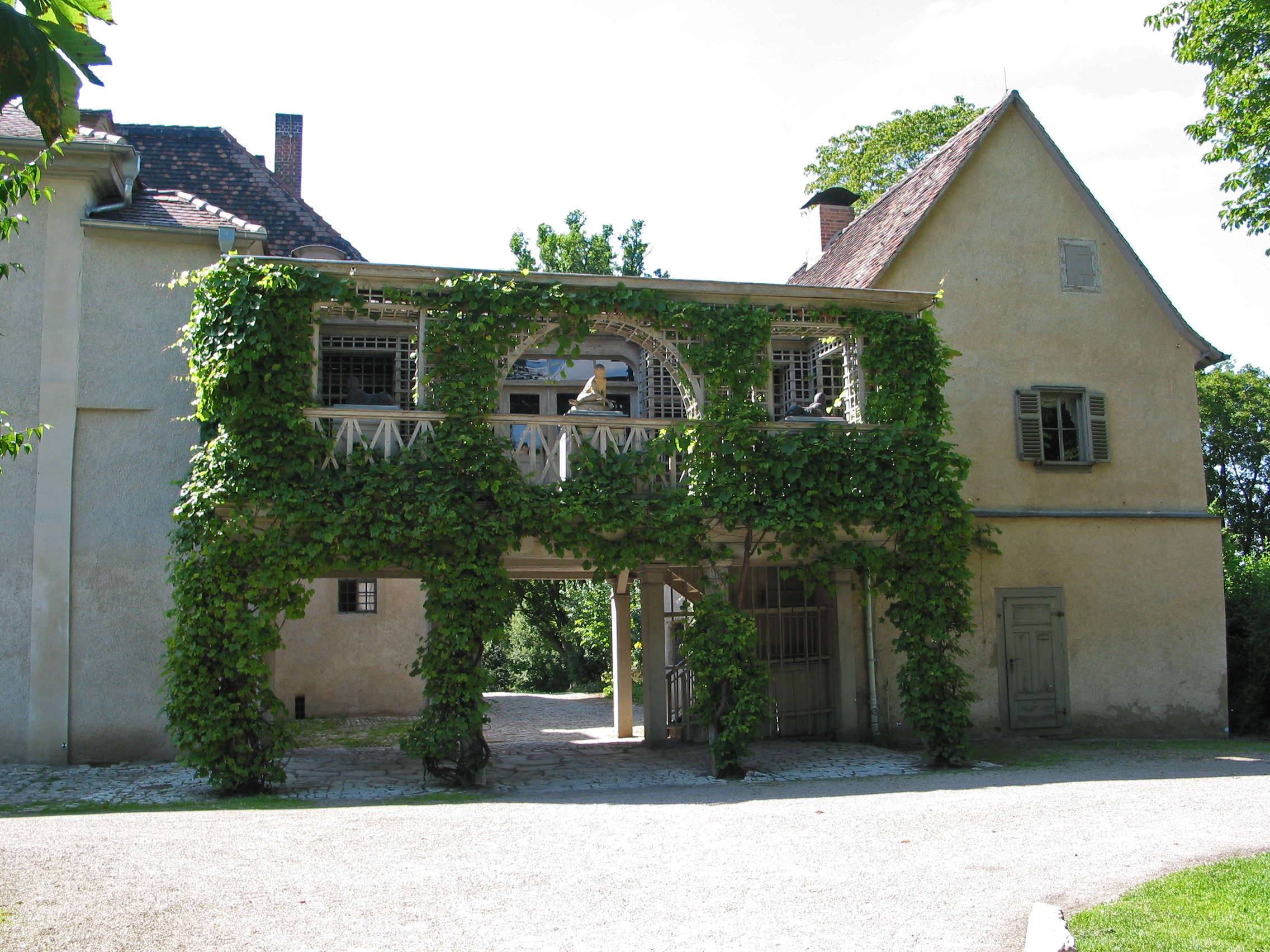
Begrüntes Portal zum Schlosshof

Innenräume des Schlosses
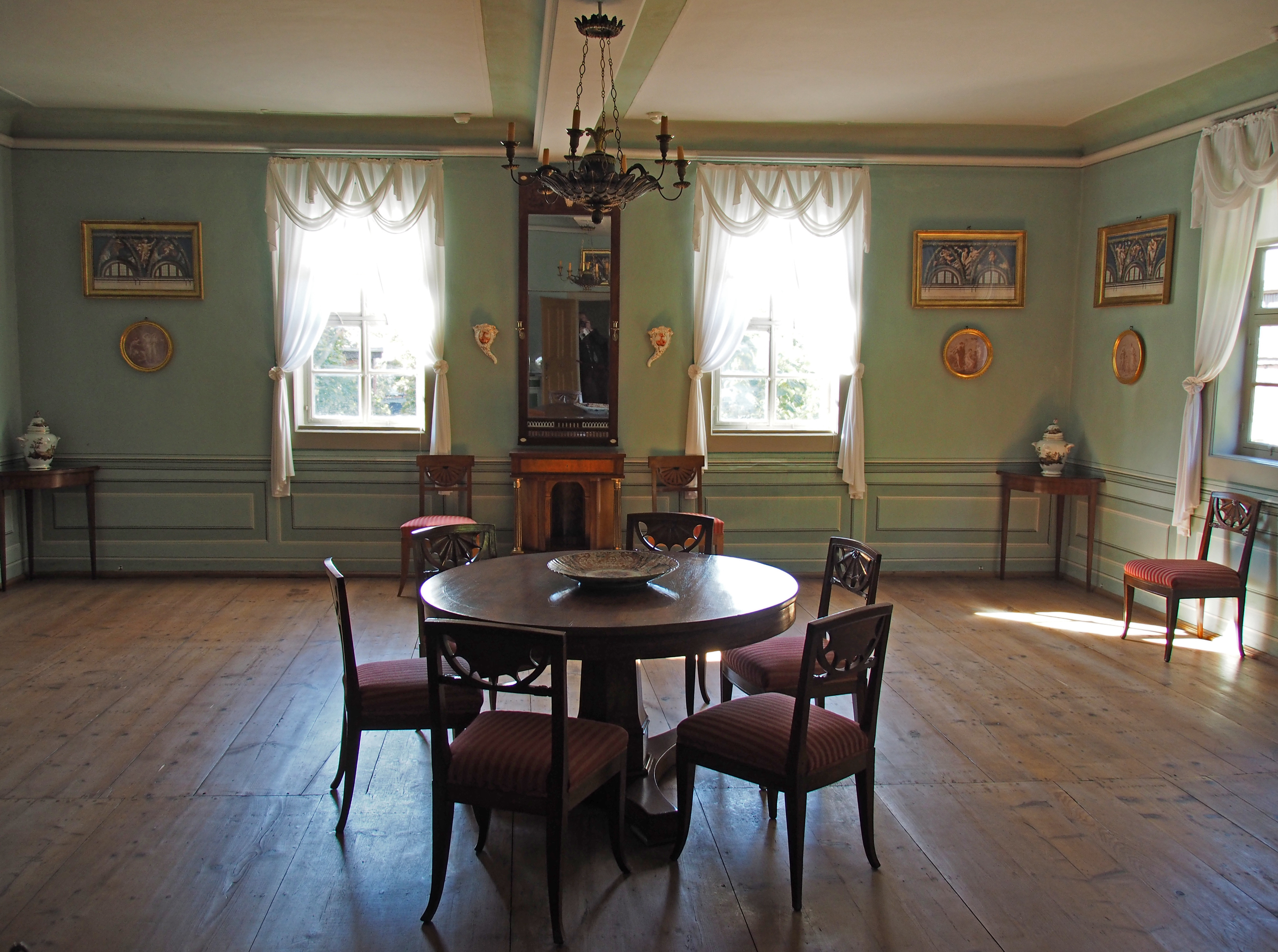
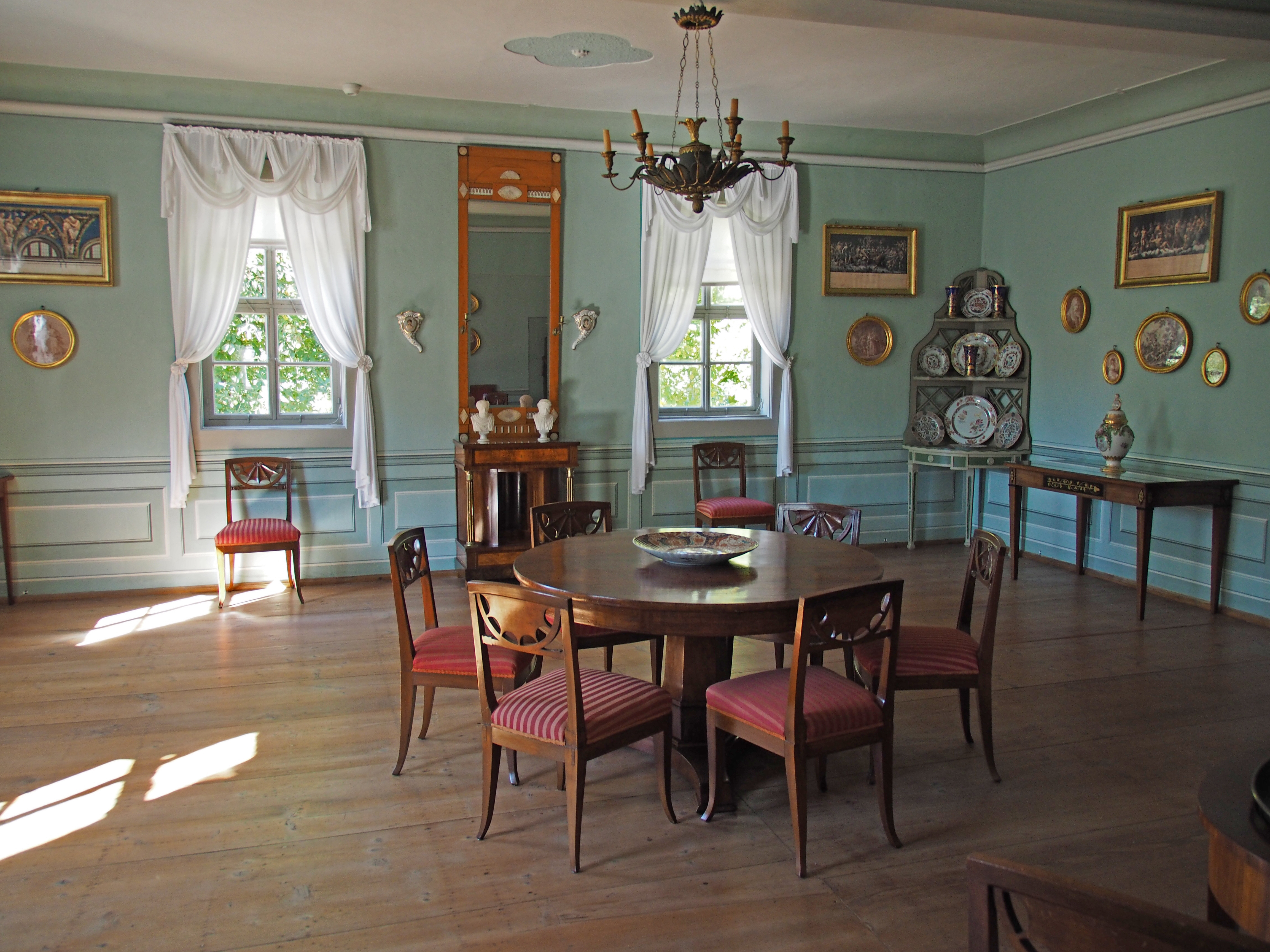
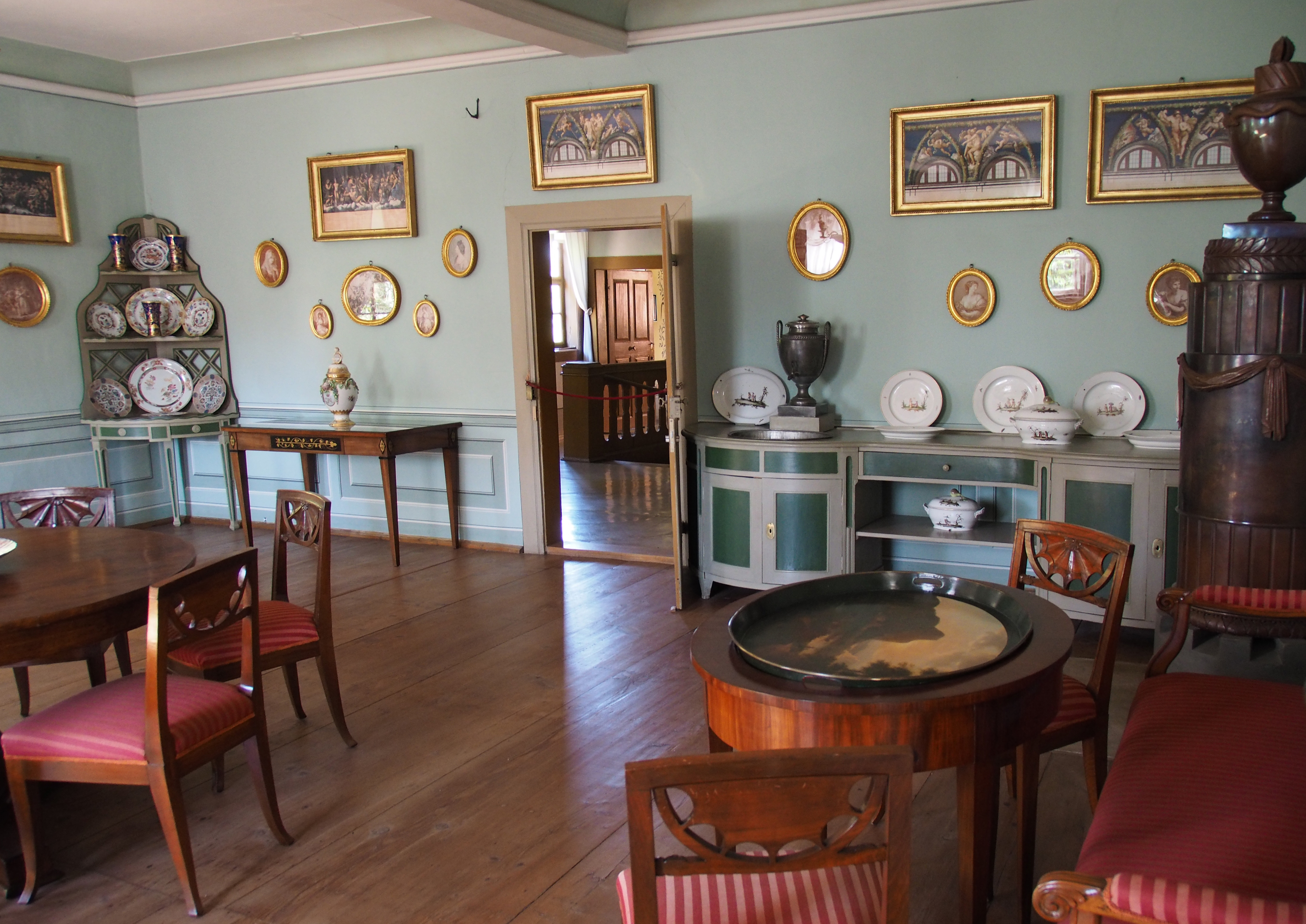
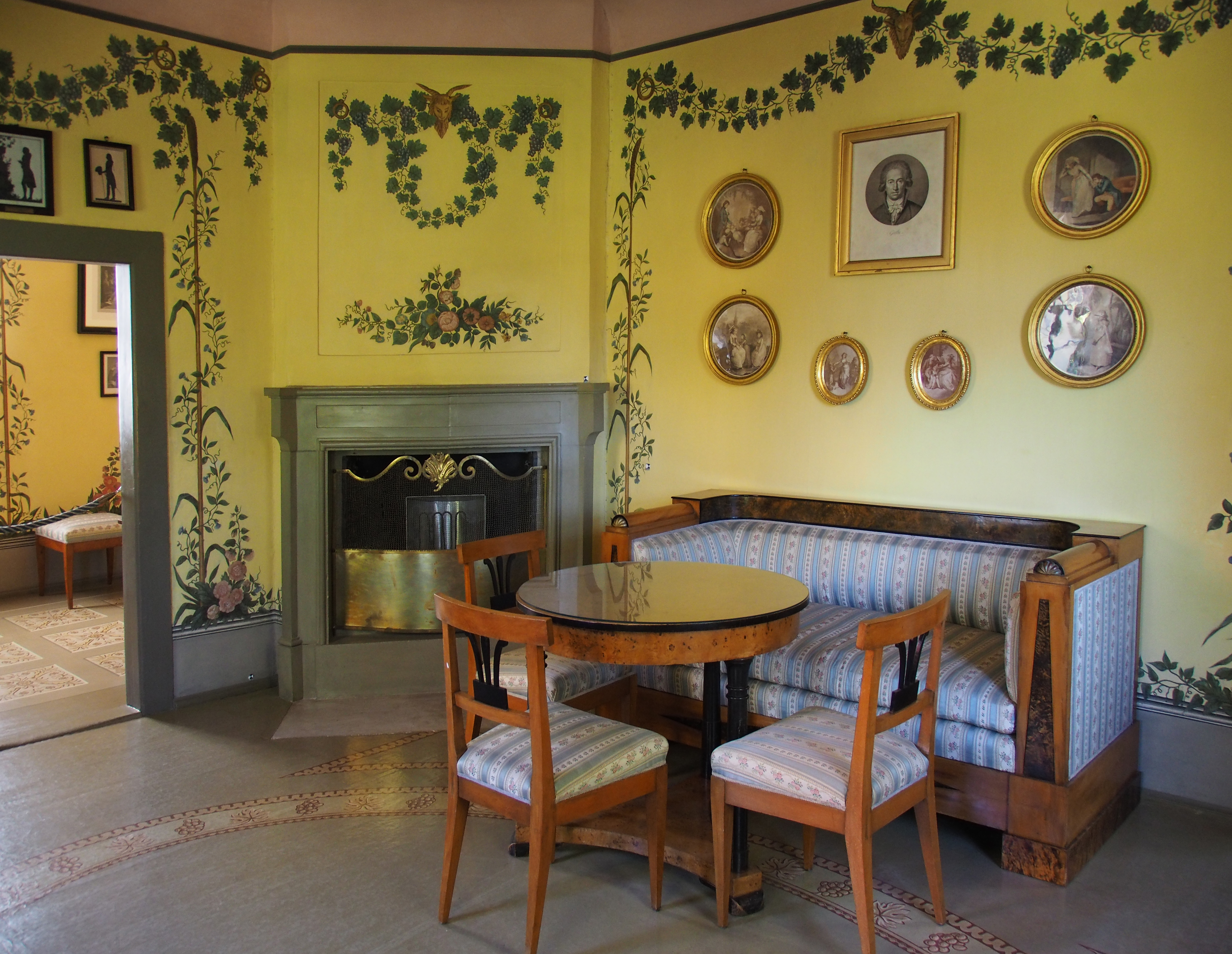
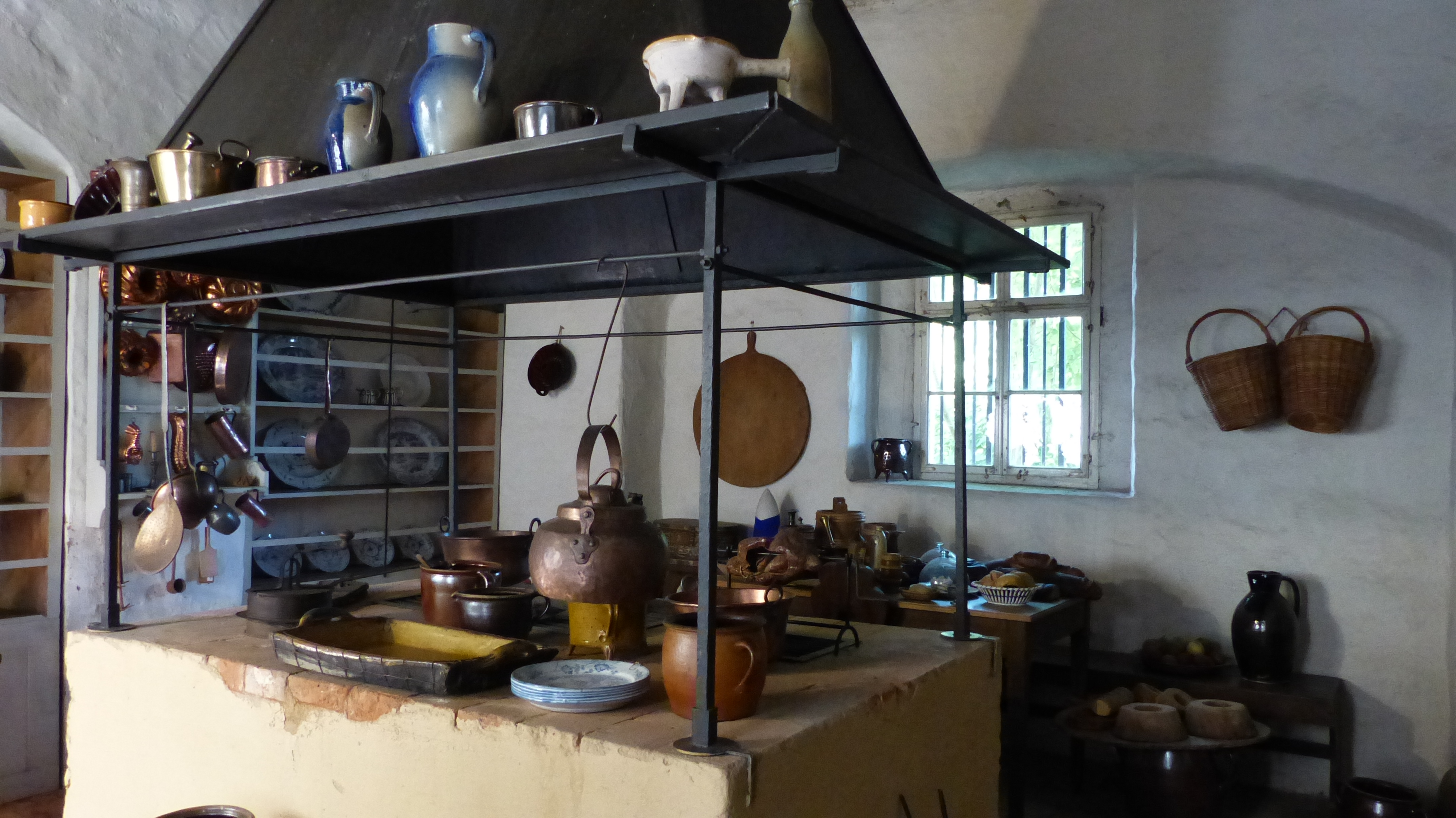
Die Küche

### Schlosspark

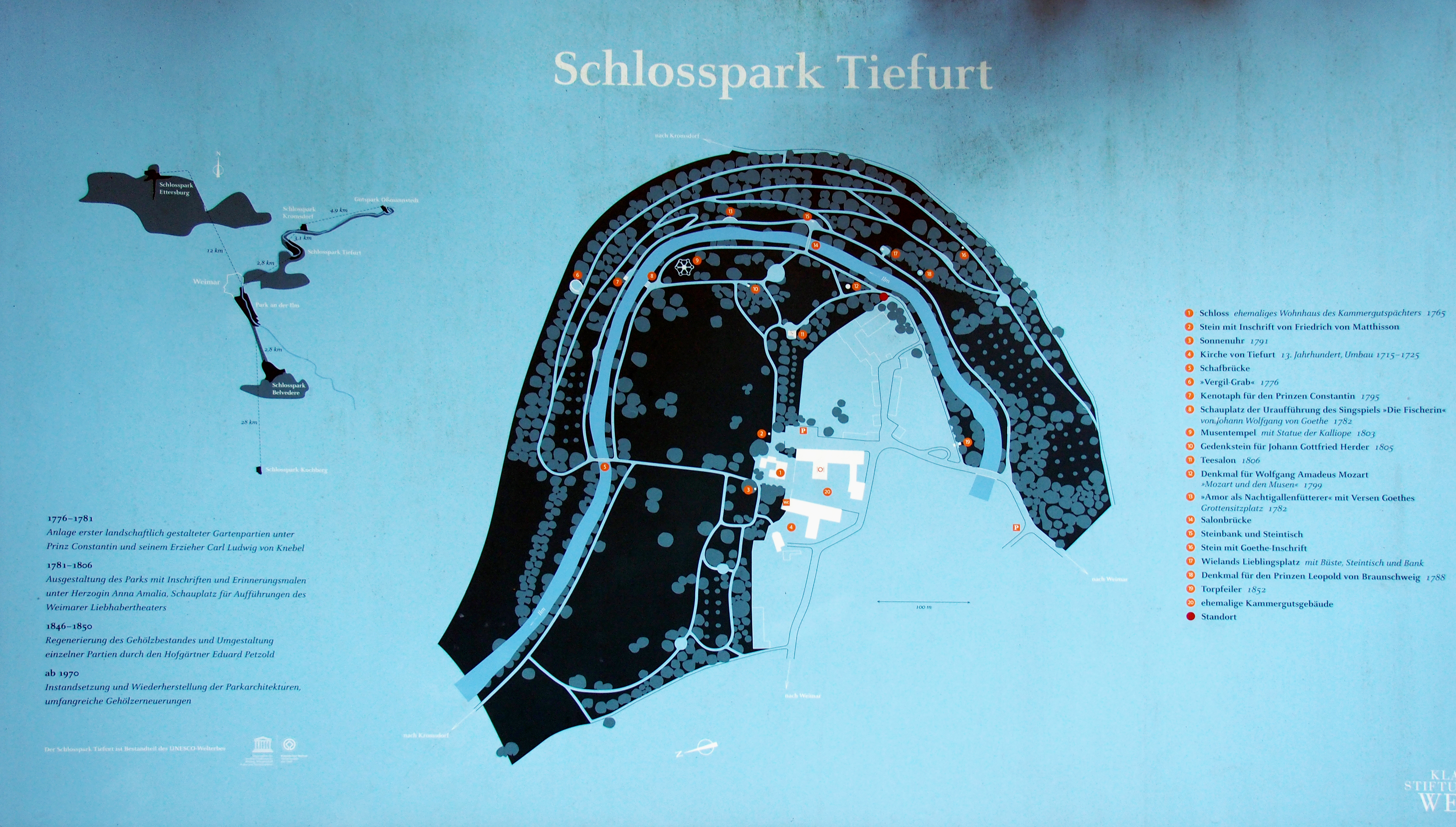
Übersichtsplan

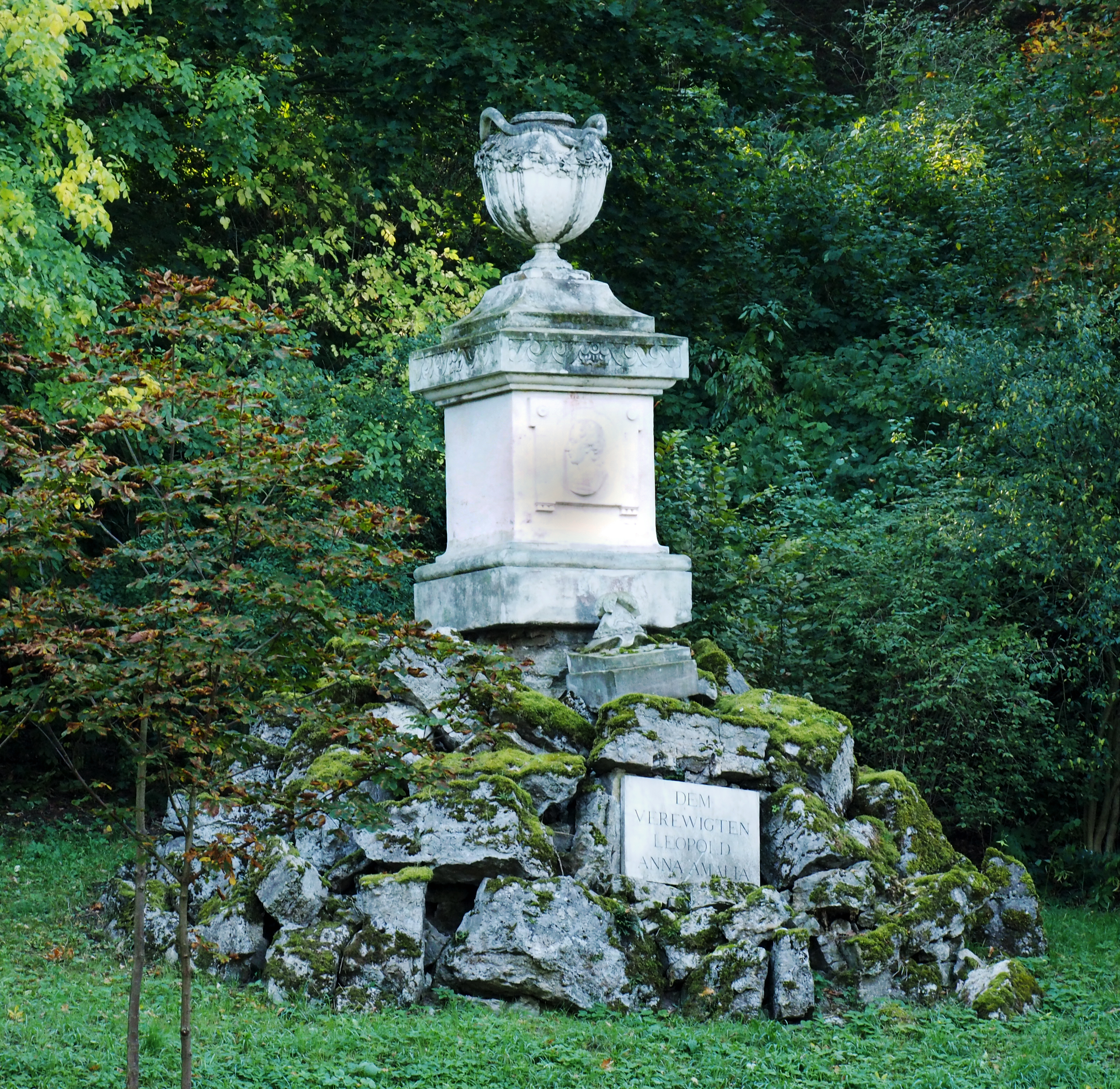
Gedenkstein für Prinz Leopold von Braunschweig-Wolfenbüttel (Weimar), Herzog von Braunschweig und Lüneburg

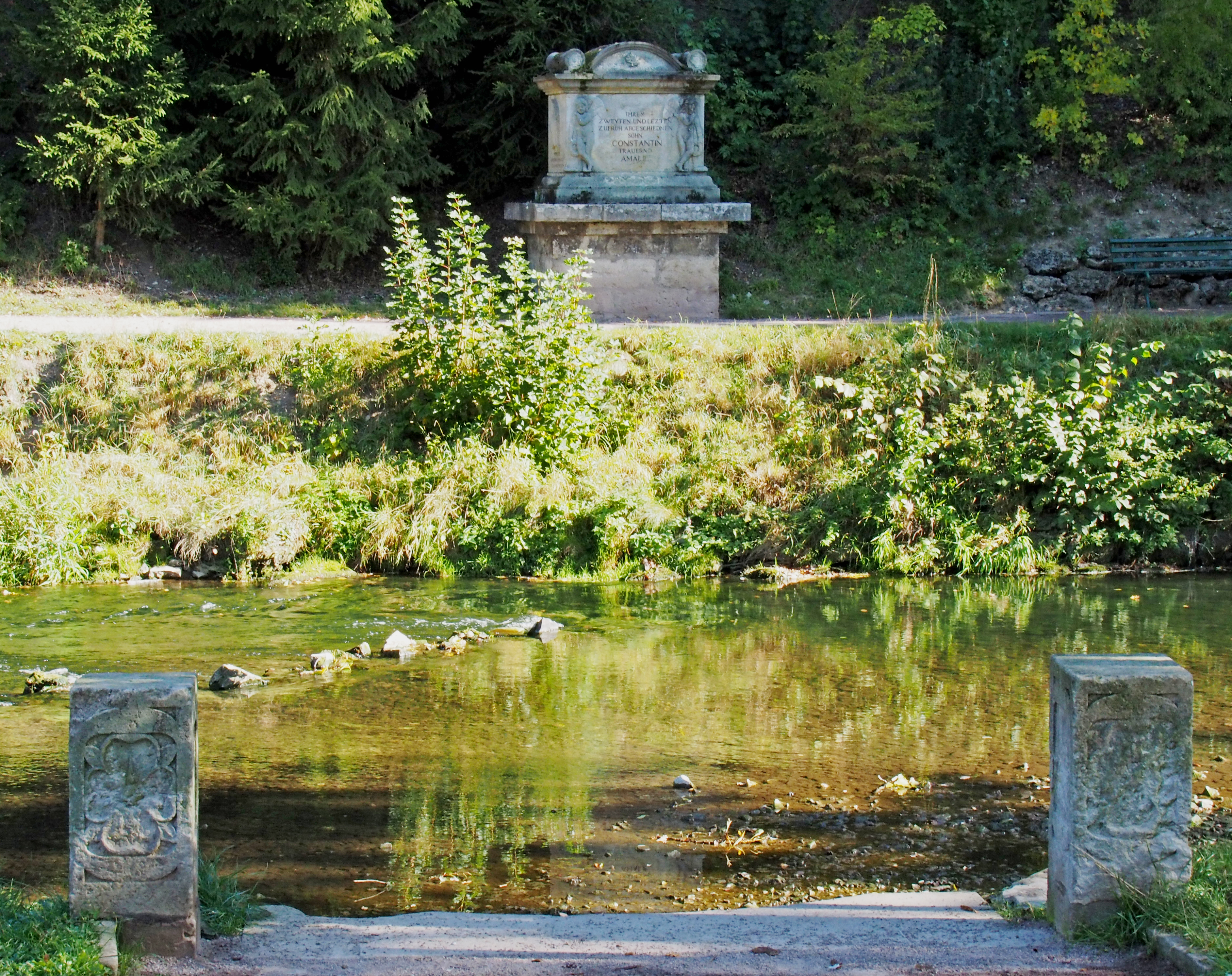
Kenotaph für Prinz Constantin von Sachsen-Weimar-Eisenach; von der Seite der „Fischerin“ gesehen

Auf dem anliegenden Wiesengelände mit einer Größe von etwa 21 Hektar, von einer Ilmschleife eingefasst, begann man mit der Anlage eines Landschaftsparks im englischen Stil, der bereits damals auch der Öffentlichkeit zugänglich war. Der Park umfasst beide Seiten der Ilm. Zwei den Fluss überquerende Brücken schufen die Verbindung: die Schafbrücke sowie die Gelbe Brücke, die zum Teehaus führt. Den höchsten Punkt des Schlossparkes bildet die Vergilgrotte. Der obere Weg an der äußeren Seite der Ilm führt von der Vergilgrotte zu einem Stein mit einem Vers, einem Distichon, der entweder Goethe oder Knebel zugeschrieben wird. Das Schloss wurde für etwa 25 Jahre der Lieblingssitz Anna Amalias und zu einem Zentrum des Weimarer Dichterkreises. Die Herzogin ließ die Porträts von Christoph Martin Wieland, Johann Gottfried Herder und selbstverständlich von Goethe im Park aufstellen. Diese waren aus Holz. Nur ein Steinporträt Wielands befindet sich noch im Park in der Wieland-Ecke, welches von Johann Gottfried Schadow (1802) stammt. Außerdem gibt es den Herdergedenkstein. Das Zentrum des Parkes bildet der Musentempel in der Bauform eines Monopteros mit den aufwändigen Rabatten, mit denen er umgeben ist. Zu den markanten Parkarchitekturen zählt neben dem bereits erwähnten Teehaus das in unmittelbarer Nähe dazu befindliche Mozart-Denkmal Tiefurt. Unweit des Schlosses im Eingangsbereich steht ein Stein mit einem Vers Friedrich von Matthissons aus dem Gedicht Vauklüse.
Der Park diente dem Liebhabertheater um Anna Amalia auch als Kulisse. Das am 22. Juli 1782 von Goethes gedichtete Singspiel Die Fischerin wurde hier uraufgeführt. Das Stück stand nach Goethe ganz in Beziehung zur Wald- und Wassernatur des Ortes und war vor allem auf Beleuchtungseffekte ausgerichtet. Die Hauptrolle hatte hierbei Corona Schröter. Die Bühnentechnik hierzu fertigte Johann Martin Mieding. Der von ihm sehr geschätzten Corona Schröter zu Ehren ließ Goethe in Tiefurt ein Denkmal setzen in Form des Steinbildes Amor als Nachtigallenfütterer. Dieses schuf 1782 Martin Gottlieb Klauer. Am selben Weg in geringer Entfernung nahe der sog. Gelben Brücke, die zu dem Teesalon führt, befindet sich eine Steinbank mit Steintisch, die 1844 zumindest geplant gewesen sein muss, da diese in einen Plan von 1844 durch den Vermessungsingenieur Oskar Hensoldt eingezeichnet wurde. Damit liegt ihre Entstehungszeit im Zusammenhang mit der Umgestaltung des Parks von 1846–1850, die unter Eduard Petzold im Auftrag von Maria Pawlowna vollzogen wurde. In einem Plan, der im Buch Hans Wahls zu Tiefurt abgedruckt ist, sind alle Entwicklungsstufen des Parks von 1780–1850 markiert. Darin ist diese Bank auch eingezeichnet. Außerdem befinden sich Grabmale für den Bruder von Anna Amalia Prinz Leopold von Braunschweig-Wolfenbüttel, der bei der Bekämpfung einer Hochwasserkatastrophe in Frankfurt (Oder) 1785 umgekommen war und für ihren Sohn Constantin, der 1793 bei Pirmasens erkrankte und in Wiebelskirchen als preußischer Generalmajor verstarb. Das Denkmal für Leopold von Braunschweig schuf Klauer 1785 nach einem Entwurf von Adam Friedrich Oeser. Überhaupt war Oeser maßgeblich an der gartenkünstlerischen Konzeption des Parks beteiligt.
Unweit des Schlosses befindet sich eine Sonnenuhr, die ein Werk des Hofbildhauers Martin Gottlieb Klauer aus dem Jahr 1798 ist. Diese Sonnenuhr wurde im Original zunächst 1791 in Ton, dann 1798 von dem Hofbildhauer Martin Gottlieb Klauer in Sandstein geschaffen. Ihre Auftraggeberin war Herzogin Anna Amalia, die dieses nach ihrer Italienreise 1791 initiierte. Sie ist weniger ein Instrument zur Zeitmessung, sondern „mehr Sinnbild der geräuschlos verrinnenden Zeit“. Die heute sichtbare Sonnenuhr vor dem Schloss ist eine Kopie aus Cottaer Sandstein.
Zum näheren Umfeld von Herzogin Anna Amalia zählten Hanns Moritz von Brühl und Christina von Brühl aus Seifersdorf bei Dresden. Hanns Moritz war der jüngste Sohn von Heinrich Graf von Brühl, dem kurfürstlich-sächsischen und königlich polnischen Premierminister. Christina von Brühl legte ab 1781 das Seifersdorfer Tal als einen der ersten Landschaftsgärten an. Dort wurden ähnliche Denkmäler wie in Tiefurt aufgestellt. So findet man dort ein Denkmal für Herzogin Anna Amalia und ihren Bruder Leopold von Braunschweig-Wolfenbüttel. Ein im Garten am Herrenhaus errichtetes Goethe-Denkmal  ist heute nicht mehr existent. Carl von Brühl, Sohn von Hanns Moritz von Brühl und Christina von Brühl, weilte ebenso wie die Eltern von Zeit zu Zeit in Weimar und suchte die Herzogin gern auf.
Der Park selbst ist durch die Ilm und der an ihr vorbeiführenden Wege mit der Anlage von Schloss Kromsdorf und dem Park an der Ilm verbunden. Die Ilm fließt zwischen Tiefurt und Weimar unterhalb des Webichtes.
Wenn auch außerhalb gelegen, so wurde doch die Wirkung des Blickes auf die Dorfkirche St. Christophorus von Tiefurt in die Parkgestaltung spätestens seit Eduard Petzold einbezogen. Diese befindet sich in geringer Entfernung zum Schloss und war eine Wirkungsstätte Johann Sebastian Bachs. Auch Goethe und Franz Liszt besuchten der Orgel wegen oft das Kirchengebäude. In den Jahren 1846 bis 1850 erfolgte die Umgestaltung des Schlossparks Tiefurt durch Petzold nach Plänen seines Lehrmeisters Hermann Fürst von Pückler-Muskau.

Architektur und Kunst im Schlosspark Tiefurt
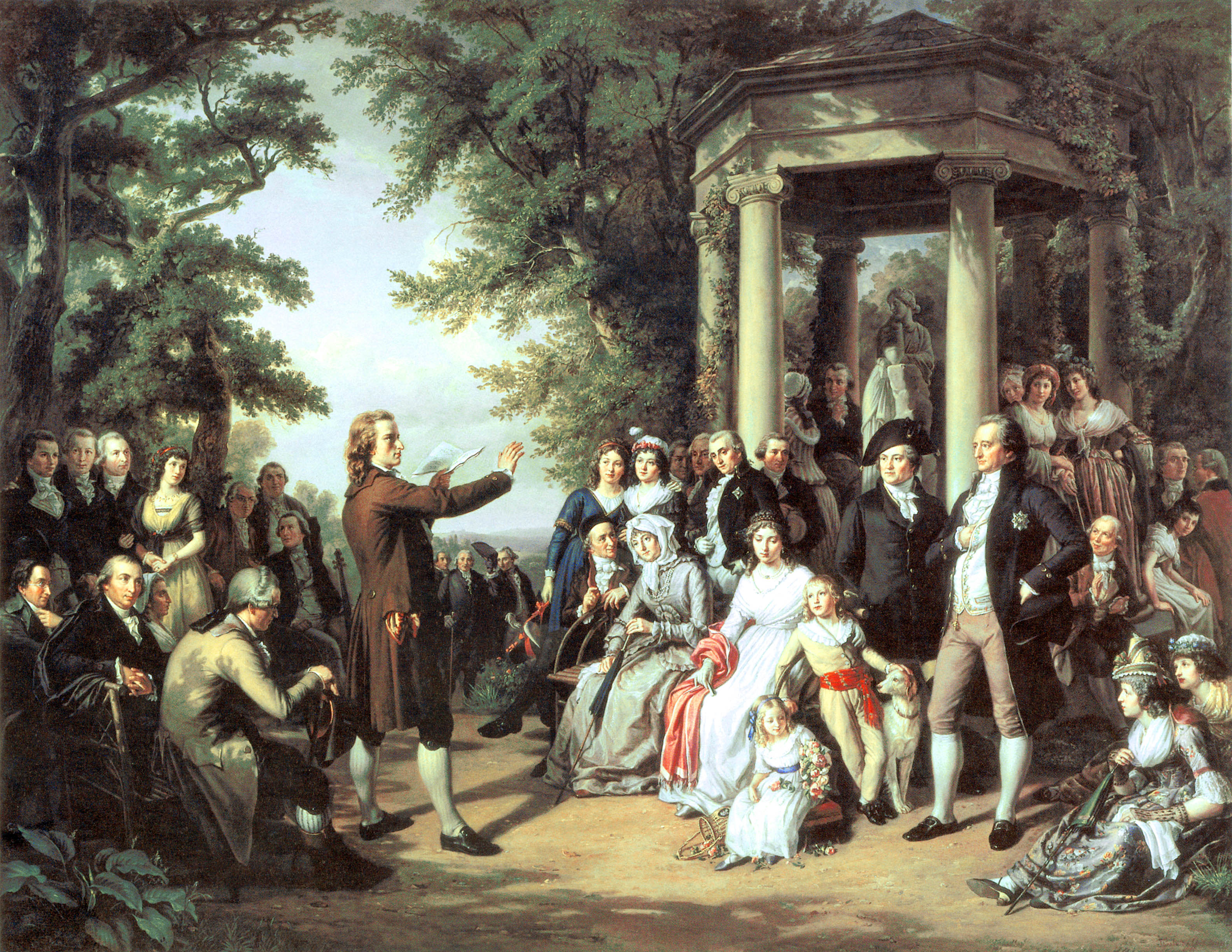
Der Weimarer Musenhof: Friedrich Schiller liest im Tiefurter Park; unter den Zuhörern sind auch Wieland (Mitte sitzend) und Goethe (rechts stehend). Ölgemälde von Theobald von Oer (1807–1885), 1860.
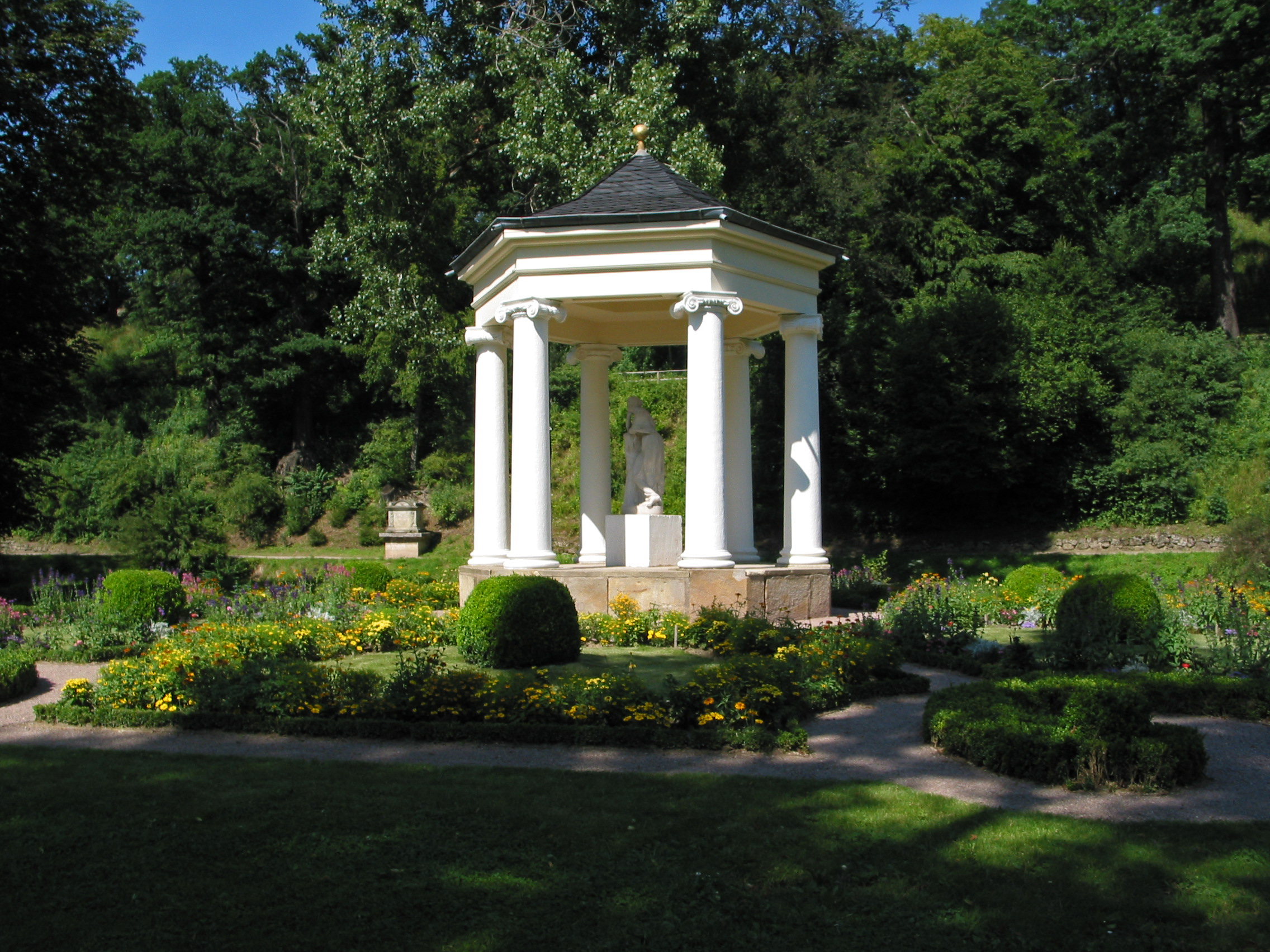
Heutige Ansicht des im Jahre 1803 errichteten Musentempels mit einer häufig fälschlich als Polyhymnia bezeichnete Kalliope-Skulptur[24] im Zentrum sowie aufwendiger Schmuckbepflanzung rund um die Parkarchitektur herum.
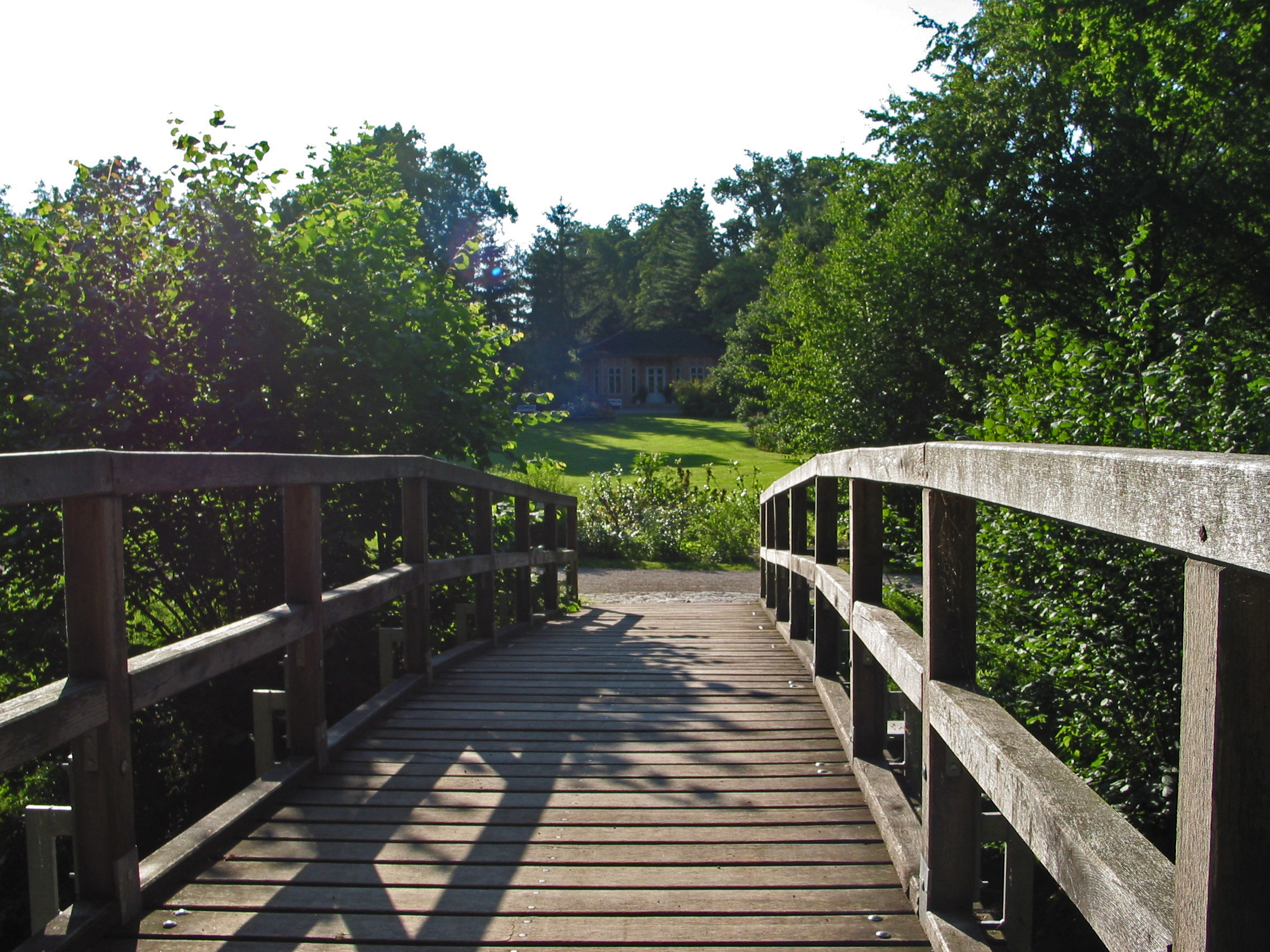
Auf der „Gelben Brücke“ über die Ilm mit Blick in Richtung des Teehauses des 21 Hektar großen Schlossparks Tiefurt.
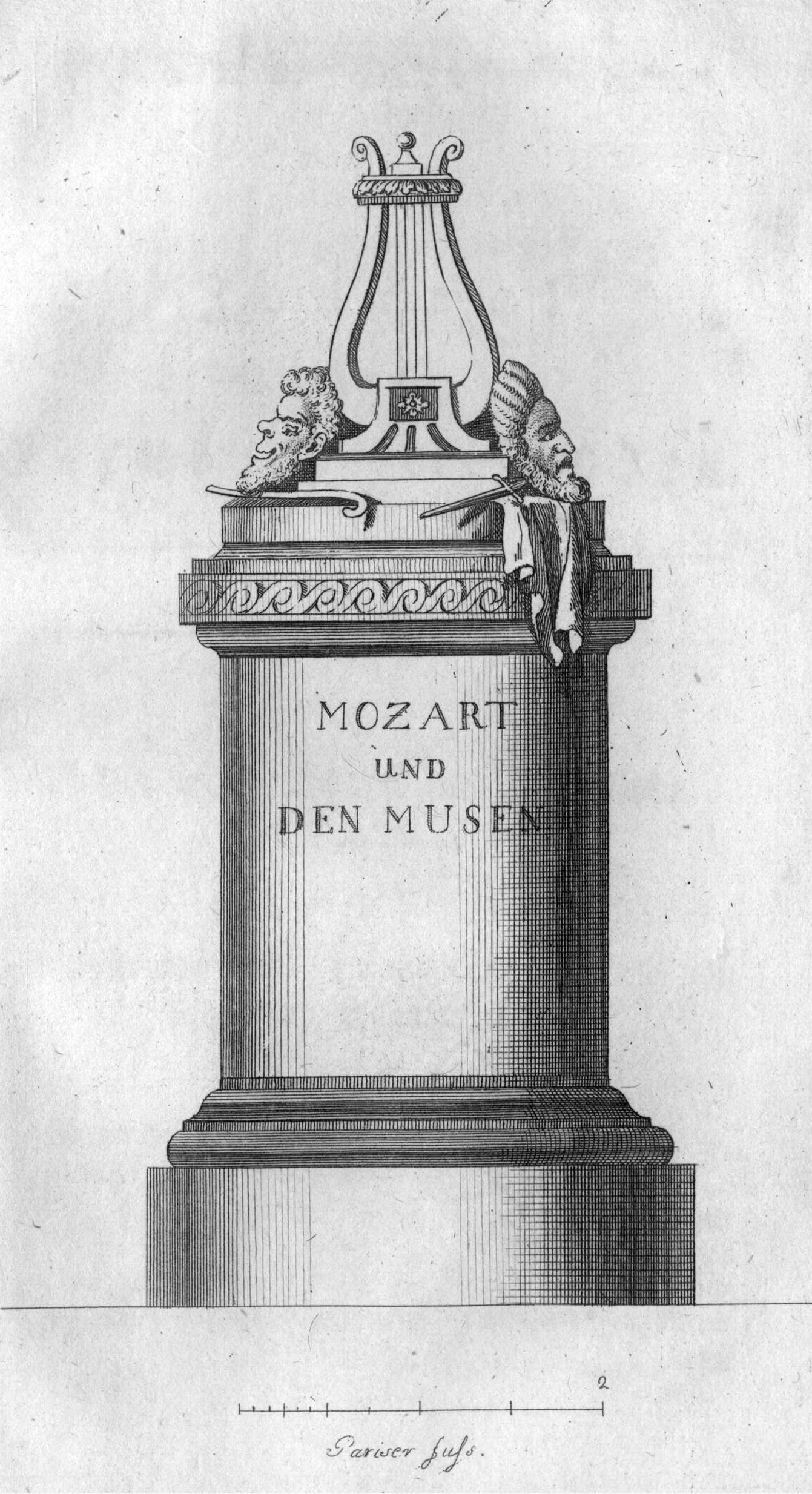
Mozart-Denkmal Tiefurt als Kupferstich im Journal des Luxus und der Moden 1799
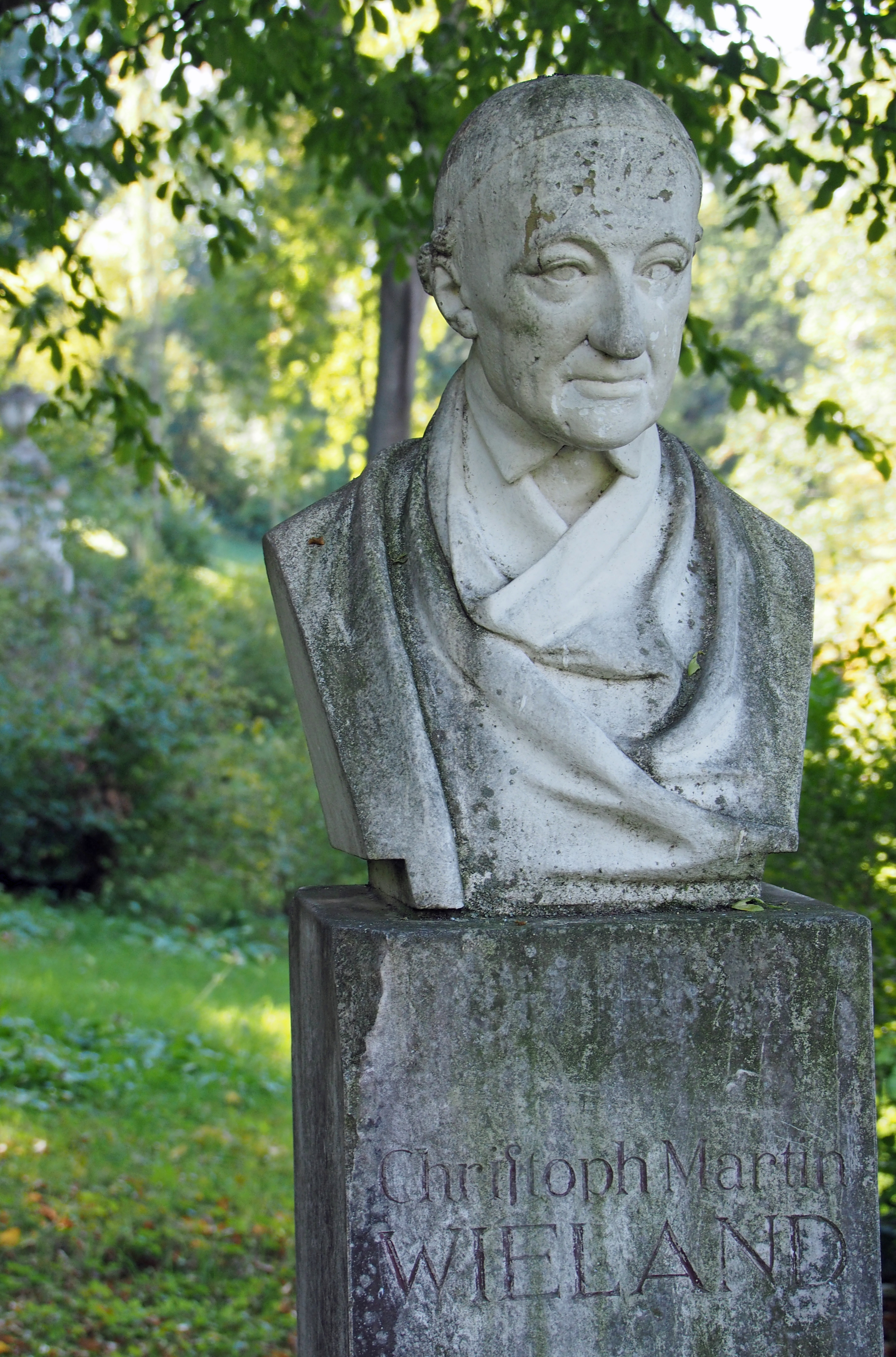
Wielandbüste von Schadow im Schlosspark zu Tiefurt
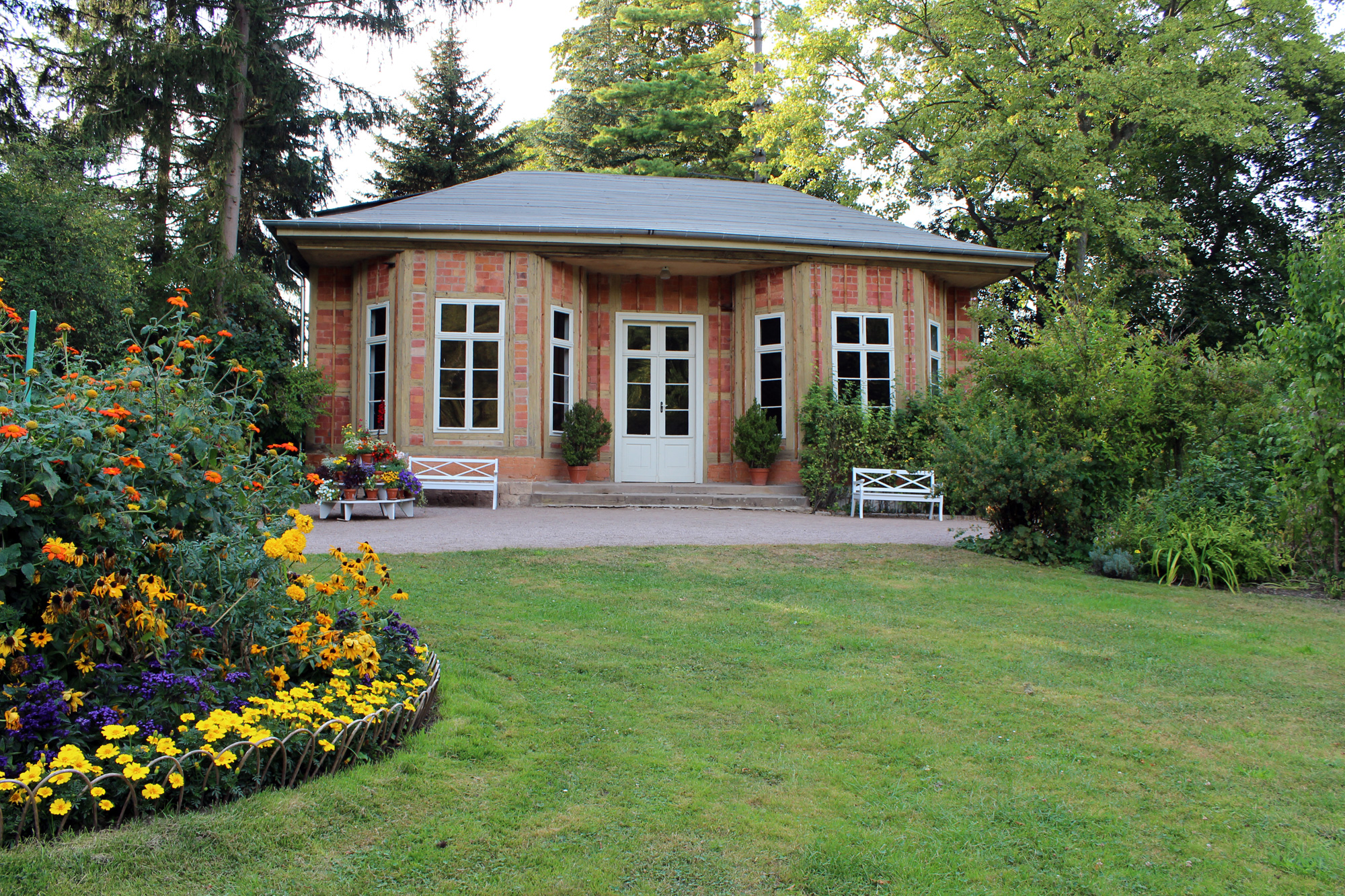
Das Teehaus im Schlosspark
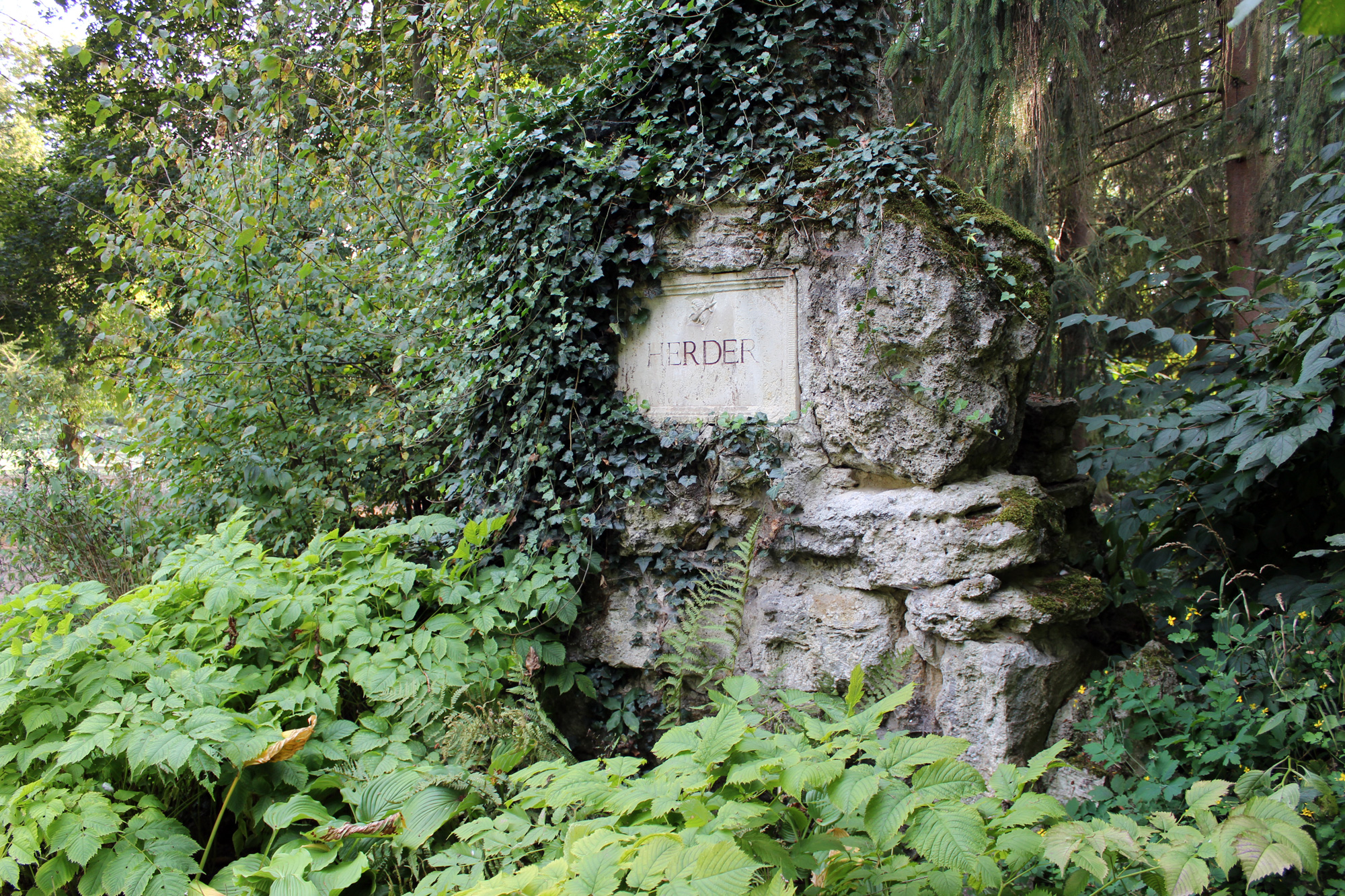
Herder-Denkmal im Schlosspark
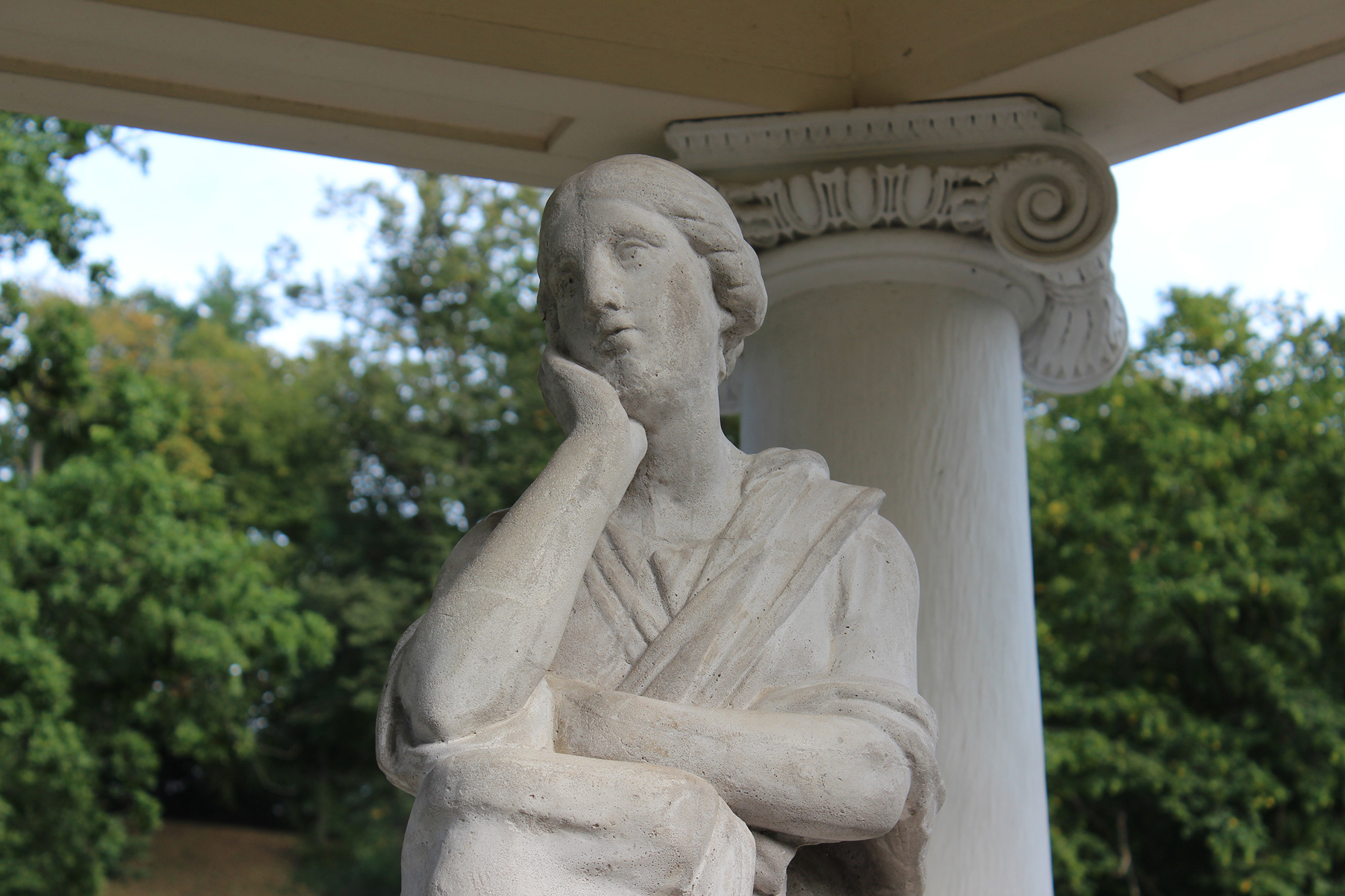
Musentempel, Detailaufnahme
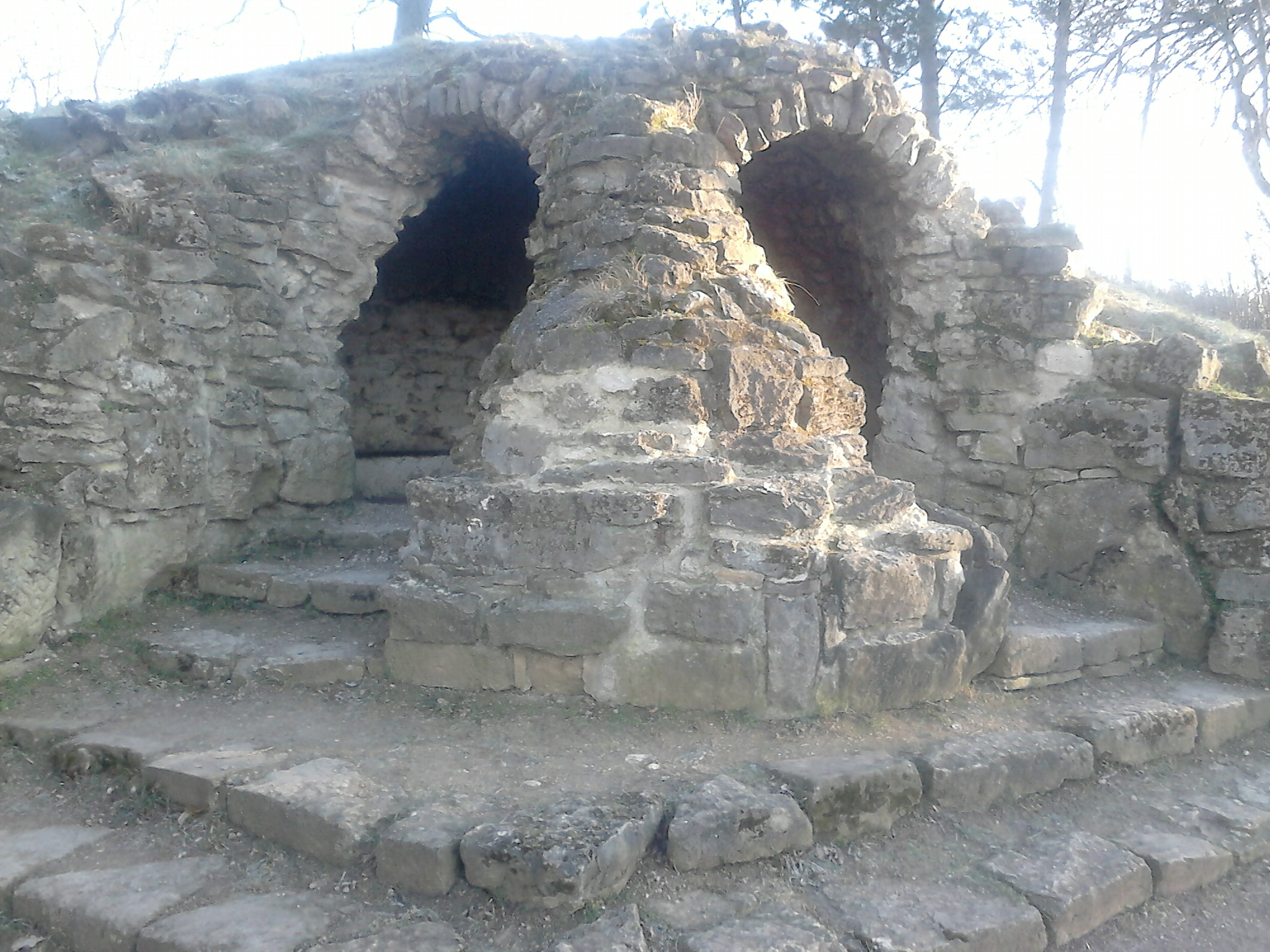
Vergilgrotte im Schlosspark Tiefurt
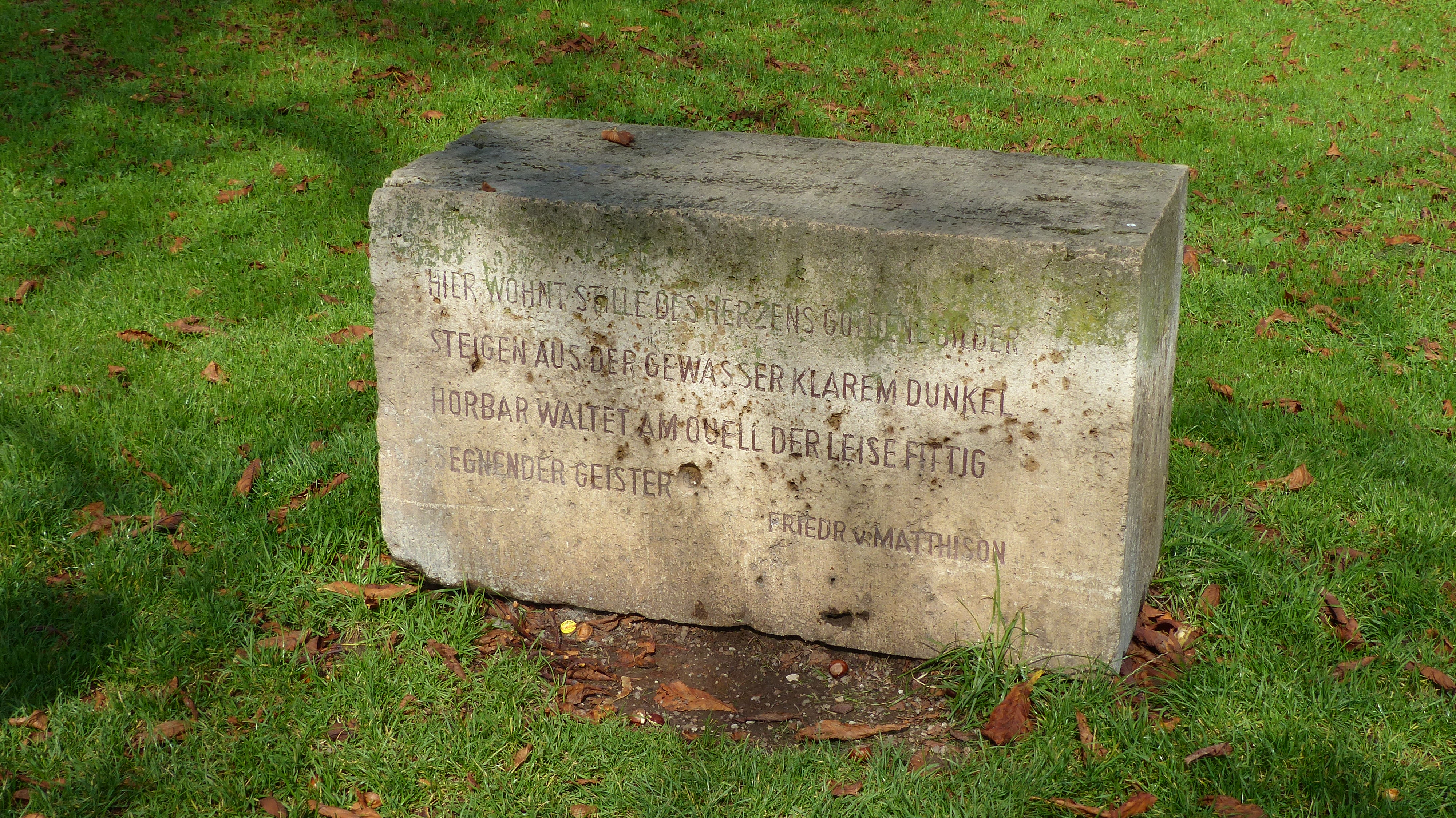
Stein mit Vers Friedrich von Matthissons
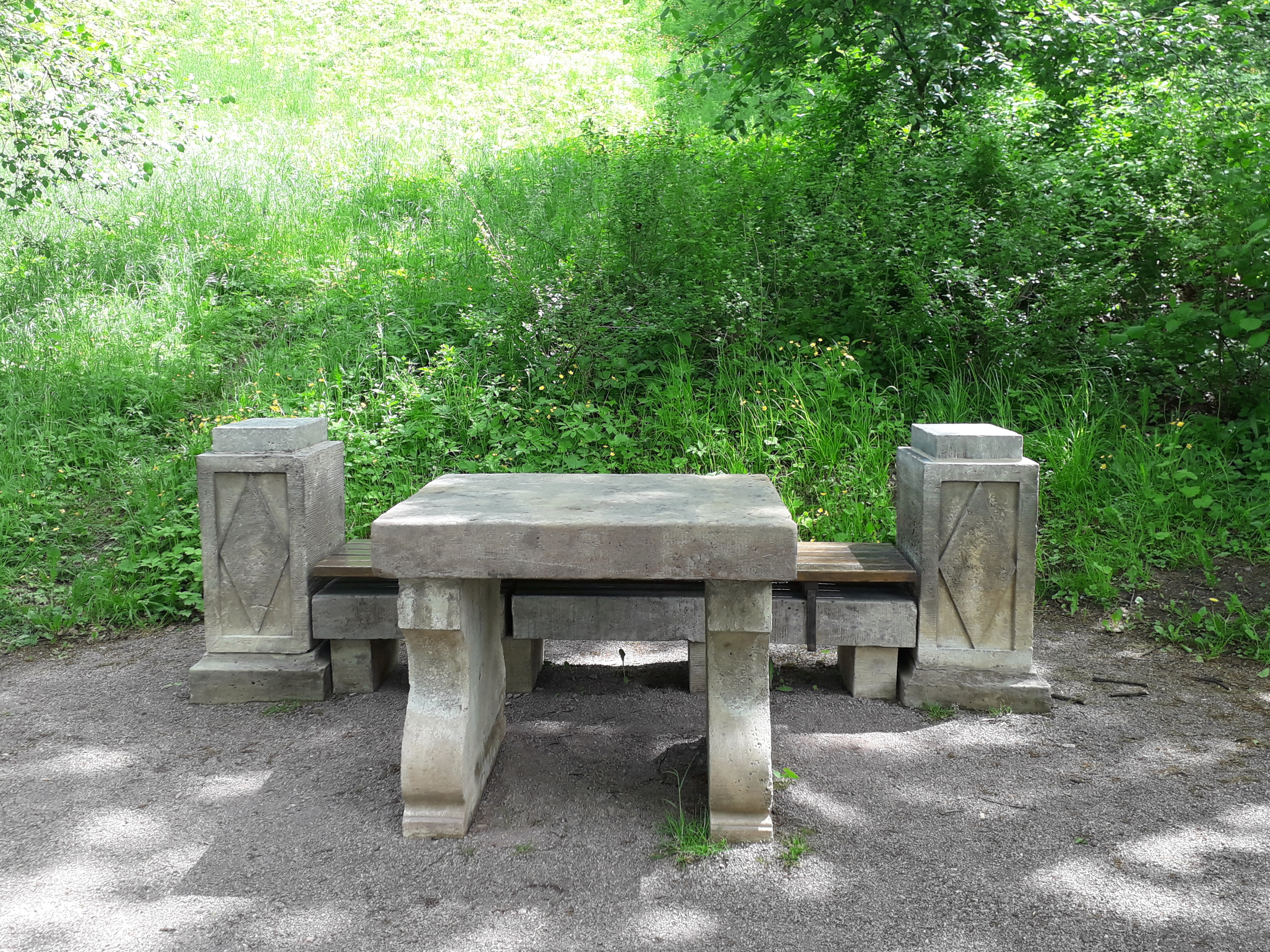
Steinbank mit Steintisch
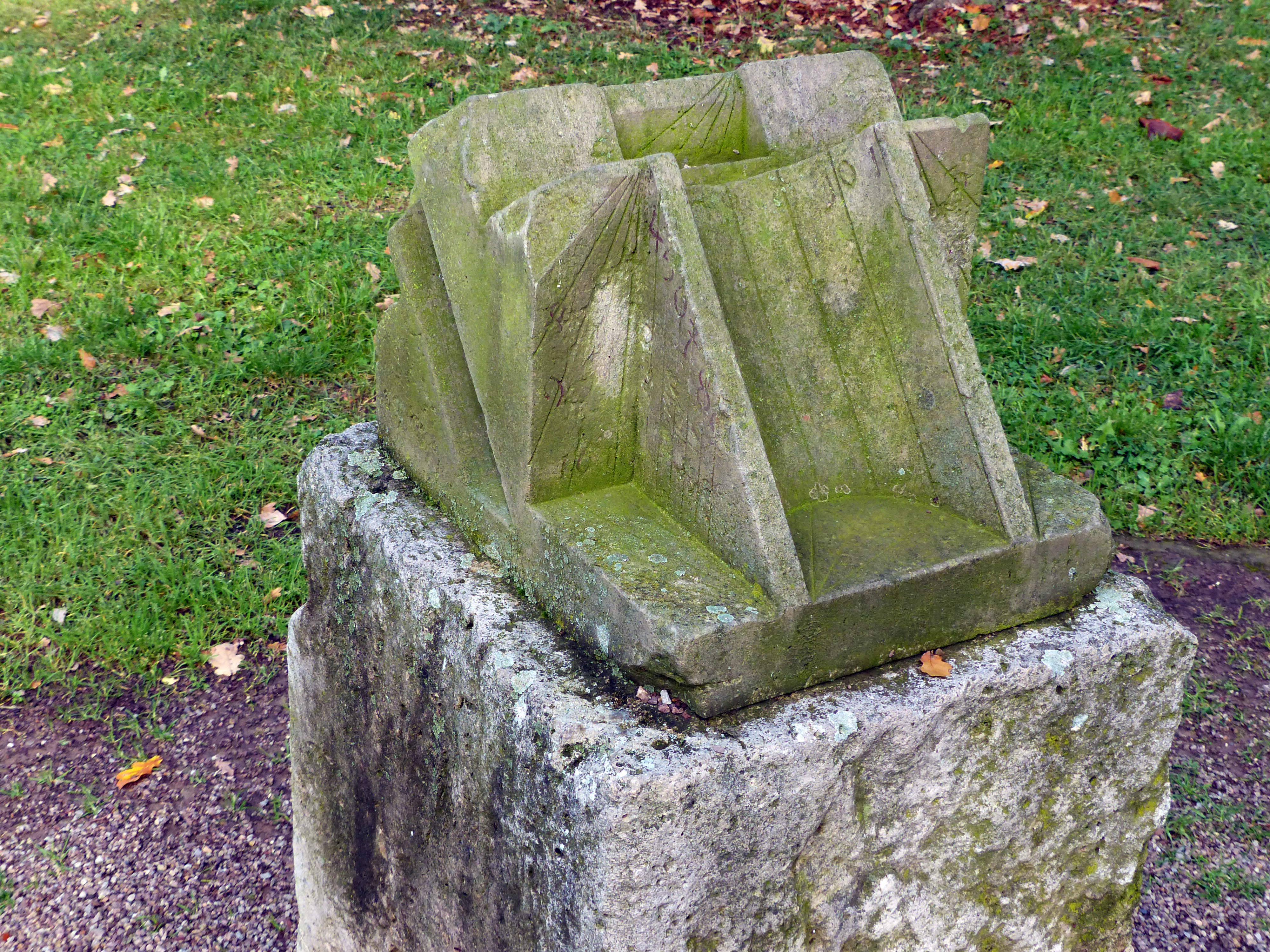
Sonnenuhr